# Pembroke Pines
Pembroke Pines ist eine Stadt im Broward County im US-Bundesstaat Florida.
Das U.S. Census Bureau hat bei der Volkszählung 2020 eine Einwohnerzahl von 171.178 ermittelt. Das Stadtgebiet hat eine Größe von 89,2 km².

## Geografie
Pembroke Pines liegt etwa 15 Kilometer südwestlich von Fort Lauderdale und etwa 25 Kilometer nordwestlich von Miami. Das Stadtgebiet grenzt an die Kommunen Southwest Ranches, Davie, Cooper City, Hollywood und Miramar. Im Westen grenzt die Stadt an die Everglades.

## Geschichte
Der Grundstein für Pembroke Pine war eine Ranch, die sich mit der Aufzucht von Milchkühen beschäftigte, wie viele im Land. 1943 verkaufte der Rancher Henry D. Perry 640 Morgen Land an die U.S. Navy zum Bau einer militärischen Flugschule. Nach dem Zweiten Weltkrieg wurde der Flugplatz für kleine private Flugzeuge zugelassen. Auch heute noch ist der Flugplatz für kleine Privatmaschinen in Betrieb, ebenso wie für ein paar Reklame-Luftschiffe und einige Hubschrauber der US-Küstenwache.
Pembroke Pines wurde 1960 als Stadt aufgenommen.

### Demographische Daten
Laut der Volkszählung 2010 verteilten sich die damaligen 154.750 Einwohner auf 61.703 Haushalte. Die Bevölkerungsdichte lag bei 1807,8 Einw./km². 67,3 % der Bevölkerung bezeichneten sich als Weiße, 19,8 % als Afroamerikaner, 0,3 % als Indianer und 4,9 % als Asian Americans. 4,4 % gaben die Angehörigkeit zu einer anderen Ethnie und 3,3 % zu mehreren Ethnien an. 41,4 % der Bevölkerung bestand aus Hispanics oder Latinos.
Im Jahr 2010 lebten in 37,5 % aller Haushalte Kinder unter 18 Jahren sowie 30,8 % aller Haushalte Personen mit mindestens 65 Jahren. 71,5 % der Haushalte waren Familienhaushalte (bestehend aus verheirateten Paaren mit oder ohne Nachkommen bzw. einem Elternteil mit Nachkomme). Die durchschnittliche Größe eines Haushalts lag bei 2,70 Personen und die durchschnittliche Familiengröße bei 3,21 Personen.
26,3 % der Bevölkerung waren jünger als 20 Jahre, 24,5 % waren 20 bis 39 Jahre alt, 29,6 % waren 40 bis 59 Jahre alt und 19,7 % waren mindestens 60 Jahre alt. Das mittlere Alter betrug 40 Jahre. 46,2 % der Bevölkerung waren männlich und 53,8 % weiblich.
Das durchschnittliche Jahreseinkommen lag bei 61.873 $, dabei lebten 7,4 % der Bevölkerung unter der Armutsgrenze.
Im Jahr 2000 war Englisch die Muttersprache von 63,06 % der Bevölkerung, spanisch sprachen 27,91 % und 9,03 % hatten eine andere Muttersprache.

## Wirtschaft
Die größten Arbeitgeber waren 2018:
| Arbeitgeber                 | Arbeitnehmer |
| --------------------------- | ------------ |
| Memorial Hospital West      | 1960         |
| Correct Care Solutions LLC  | 1001         |
| City of Pembroke Pines      | 0985         |
| Publix                      | 0927         |
| Memorial Hospital Pembroke  | 0734         |
| South Area Transportation   | 0500         |
| Reuter Recycling of Florida | 0300         |
| Lexus of Pembroke Pines     | 0276         |
| R+L Carriers                | 0250         |
| Invicta Stores              | 0250         |

## Schulen
- Chapel Trail Elementary School (ca. 1450 Schüler)
- Coral Cove Elementary School
- Lakeside Elementary School (ca. 1100 Schüler)
- Palm Cove Elementary School (ca. 1200 Schüler)
- Panther Run Elementary School (ca. 1400 Schüler)
- Pasadena Lakes Elementary School
- Pembroke Lakes Elementary School
- Pembroke Pines Elementary School
- Pines Lakes Elementary School (ca. 1100 Schüler)
- Silver Palms Elementary School (ca. 1500 Schüler)
- Glades Middle School
- Pines Middle School (ca. 1850 Schüler)
- Silver Trail Middle School (ca. 2300 Schüler)
- Walter C. Young Middle School (ca. 2000 Schüler)
- Charles W. Flanagan High School (ca. 5500 eingeschriebene Studenten)
- Harvest Time Christian Academy

## Parks und Sportmöglichkeiten
Es gibt ein breites Angebot von verschiedenen Stadtparks sowie mehrere sportliche Einrichtungen sowie Spielwiesen und Möglichkeiten zum Camping. An Sportmöglichkeiten werden Softball, Baseball, Football, Basketball, Fußball und Schwimmen angeboten.

## Krankenhäuser
- Memorial Hospital Pembroke
- Memorial Hospital West
- South Florida State Hospital
- Jackson Memorial Hospital

## Religion
In Pembroke Pines gibt es derzeit acht verschiedene Kirchen aus sieben unterschiedlichen Konfessionen. Unter den zu einer Konfession gehörenden Kirchen ist die Baptistengemeinde mit zwei Kirchen am stärksten vertreten (Stand: 2004).

## Verkehr
Durch Pembroke Pines verläuft die Interstate 75, der U.S. Highway 27 sowie die Florida State Roads 25, 817, 820 und 823. Ganz im Osten tangiert der Florida’s Turnpike das Stadtgebiet. In Pembroke Pines befindet sich der nationale North Perry Airport. Die nächsten internationalen Flughäfen sind der Fort Lauderdale-Hollywood International Airport und der Miami International Airport.

## Kriminalität
Die Kriminalitätsrate lag im Jahr 2010 mit 237 Punkten (US-Durchschnitt: 266 Punkte) im niedrigen Bereich. Es gab vier Morde, zwölf Vergewaltigungen, 92 Raubüberfälle, 168 Körperverletzungen, 1102 Einbrüche, 3619 Diebstähle, 305 Autodiebstähle und fünf Brandstiftungen.

## Söhne und Töchter der Stadt
- Keith Norris (* 1985), Radrennfahrer
- Geno Atkins (* 1988), American-Football-Spieler
- Shayne Gostisbehere (* 1993), Eishockeyspieler
- Kendall Ellis (* 1996), Sprinterin
- Bella Thorne (* 1997), Schauspielerin, Sängerin, Tänzerin und Model
- Josh Metellus (* 1998), American-Football-Spieler
- Baby Ariel (* 2000), Schauspielerin und Influencerin
- Ethan Bortnick (* 2000), ukrainisch-amerikanischer Pianist, Sänger, Songwriter und Schauspieler
- Anthony Schwartz (* 2000), American-Football-Spieler